# Blow (album d'Heather Nova)
Pour les articles homonymes, voir Blow.
Albums de Heather Nova
Glow Stars
(1993) Oyster
(1994)
Blow est le premier album live d'Heather Nova, sorti le 18 octobre 1993.

## Liste des pistes
Toutes les chansons sont composées par Heather Nova.
1. Light Years - 5:24
2. Sugar - 6:48
3. Maybe an Angel - 6:31
4. Blessed - 2:37
5. Mother Tongue - 3:21
6. Talking to Strangers - 5:05
7. Shaking the Doll - 4:16
8. Frontier - 5:17
9. Doubled Up - 3:40

## Musiciens
- Heather Nova - guitare folk, voix
- David Ayers - guitare
- Maz de Chastelaine - violoncelle
- Nadia Lanman - violoncelle (1, 8 & 9)
- Dean McCormick - batterie (1, 8 & 9)
- Cocoa Solid - basse
- Richard Thair - batterie

## Production
- Producteur : Felix Tod
- Ingénieurs du son : KK, Felix Tod
- Conception : Caroline Smith
- Illustrations : Heather Nova
- Photographie : Kevin Westenberg